# Austrocarabodes boninensis
Austrocarabodes boninensis är en kvalsterart som först beskrevs av Aoki 1978.  Austrocarabodes boninensis ingår i släktet Austrocarabodes och familjen Carabodidae. Inga underarter finns listade.